# Острецово (Междуреченский район)
Острецово — деревня в Междуреченском районе Вологодской области.
Входит в состав Старосельского сельского поселения (с 1 января 2006 года по 8 апреля 2009 года входила в Ноземское сельское поселение), с точки зрения административно-территориального деления — в Ноземский сельсовет.
Расстояние до районного центра Шуйского по автодороге — 28 км, до центра муниципального образования Старого по прямой — 3 км. Ближайшие населённые пункты — Артемьево, Лысково, Спас-Ямщики, Косово, Букино.
По переписи 2002 года население — 85 человек (46 мужчин, 39 женщин). Преобладающая национальность — русские (96 %).